# Ges-majeur
Ges-majeur, Ges grote terts of Ges-groot (afkorting: Ges) is een toonsoort met als grondtoon ges.

## Toonladder
De voortekening telt zes mollen: bes, es, as, des, ges en ces. Het is de parallelle toonaard van es-mineur. De enharmonisch gelijke toonaard van Ges-majeur is Fis-majeur.

## Bekende werken in Ges-majeur
- Impromptu opus 90.3 - Franz Schubert
- Humoreske opus 101.7 - Antonín Dvořák
- Barcarolle nr. 3 - Gabriel Fauré